# North Brookfield
North Brookfield är en kommun (town) i Worcester County i delstaten Massachusetts, USA. Vid 2020 års folkräkning hade kommunen 4 735 invånare.